# اونتاریو نایف
اونتاریو نایف (انگلیسی: Ontario Knife) شرکت صنایع جنگ‌افزاری آمریکایی است، که در سال ۱۸۸۹ تأسیس شد.